# 有吉孝一
有吉 孝一（ありよし こういち、1935年7月20日 - ）は、日本の経営者。安田火災海上保険社長、会長を務めた。福岡県出身。

## 経歴
1959年に九州大学経済学部を卒業し、同年に安田火災海上保険に入社。1988年6月に取締役に就任し、1990年4月に常務を経て、1993年4月には社長に就任。1999年4月に会長に就任し、2000年6月に相談役に就任。
2012年11月に旭日重光章を受章。